# 조요정
조요정(일본어: 上陽町)은 일찍이 후쿠오카현의 중남부에 위치해 야메군에 속했던 정이다. 2006년 10월 1일에 인접했던 야메시에 편입합병되었다.
3개 정은 당초 2005년 3월 22일을 합병일로 정하고 신시 명칭을 '미야마시'(합병 후 인구 약 4만5000명)로 정하고 2004년 6월 27일 합병 협정서에 서명했지만, 다카다정 의회가 합병 관련 안건을 두 차례에 걸쳐 부결시켜 같은 해 9월 30일 합병협의회는 일단 해산했다. 그러나 이후 주민소환에 따라 실시된 다카다마치 의원 선거에서 합병 추진파가 반대파를 앞지르면서 2005년 10월 1일 다시 합병협의회가 설치되었다. 그리고 2006년 3월 11일 합병 협정서에 서명하고 각 정 의회와 후쿠오카현 의회의 의결을 거쳐 같은 해 7월 13일 총무부 장관이 관보에 고시했다. 

## 지리
후쿠오카 현 중남부에 있는 지쿠고 지방 정의 하나로, 후쿠오카시로부터 남남동쪽으로 약 60km, 구루메시에서 남동쪽으로 약 25km 떨어진 곳에 위치한다. 중심부인 마을의 서남부의 몇 안 되는 지역을 제외해 정역의 대부분이 미노 산지에 포함되는 산지이다.

### 인접한 자치체
- 구루메시
- 야메시
- 야메군 히로카와정·구로기정·호시노촌

## 역사
- 1889년 4월 1일 - 정촌제도 시행에 의해 고즈마 군 기타카와우치 촌·요코야마 촌이 성립하였다.
- 1896년 2월 26일 - 군제 시행으로 2촌 모두 야메 군에 속하게 되었다.
- 1953년 10월 1일 - 기타카와우치 촌이 정으로 승격해 기타카와우치 정이 되었다.
- 1958년 3월 31일 - 기타카와우치 정과 요코야마 촌이 대등 합병해 조요 정이 성립하였다.

## 교통

### 도로
고속도로·일반 국도는 없다.
- 부근 인터체인지 : 규슈 자동차도 야메 인터체인지